# Havløkkegård
Havløkkegård er en lille hovedgård, som nævnes første gang i 1418, og kom ind under Knuthenborg, som en avlsgård i 1698. Gården ligger i Bandholm Sogn, Fuglse Herred, Maribo Amt, Maribo Kommune. Hovedbygningen er opført i 1870. 
Sydøst for gården er der et voldsted fra middelalderen.
Havløkkegård er på 149 hektar

## Ejere af Havløkkegård
- (1418-1450) Forskellige Ejere
- (1450-1475) Iven Jepsen Vognsen
- (1475-1495) Benedicte Pedersdatter Griis gift Vognsen
- (1495-1500) Sten Pedersen
- (1500-1552) Eskil Gjøe
- (1552-1589) Eline Gjøe
- (1589-1607) Lave Beck
- (1607-1614) Jochum Lavesen Beck
- (1614-1630) Mette Lavesdatter Beck gift Bille
- (1630-1641) Erik Bille
- (1641-1674) Lave Eriksen Bille
- (1674-1679) Dorthea Iversdatter Skov gift (1) Bille (2) Wildenrath
- (1679-1685) Christian Lavesen Bille / Jørgen Lavesen Bille / Manderup Lavesen Bille
- (1685-1694) Christian Wildenrath / Christian Lavesen Bille / Jørgen Lavesen Bille / Manderup Lavesen Bille
- (1694-1697) Christian Wildenrath / Christian Lavesen Bille / Jørgen Lavesen Bille
- (1697-1698) Christian Wildenrath / Christian Lavesen Bille
- (1698-1701) Christian Wildenrath / Søster Corneliusdatter Lerche gift von Knuth
- (1701-1714) Søster Corneliusdatter Lerche gift von Knuth
- (1714-1736) Adam Christoffer lensgreve Knuth
- (1736-1747) Ida Margrethe Reventlow gift Knuth
- (1747-1776) Eggert Christoffer lensgreve Knuth
- (1776-1808) Johan Henrik lensgreve Knuth
- (1808-1818) Frederik lensgreve Knuth
- (1818-1856) Frederik Marcus lensgreve Knuth
- (1856-1874) Eggert Christoffer lensgreve Knuth
- (1874-1888) Adam Wilhelm lensgreve Knuth
- (1888-1920) Eggert Christoffer lensgreve Knuth
- (1920-1967) Frederik Marcus lensgreve Knuth
- (1967-1970) Frederik Marcus lensgreve Knuth / Adam Wilhelm Josef greve Knuth
- (1970-1997) Adam Wilhelm Josef lensgreve Knuth
- (1997-2001) Adam Wilhelm Josef lensgreve Knuth / Charlotte Birgitte Bille-Brahe-Selby lensgrevinde Knuth
- (2001-2006) Adam Wilhelm Josef lensgreve Knuth / Charlotte Birgitte Bille-Brahe-Selby lensgrevinde Knuth / Adam Christoffer greve Knuth
- (2006-) Adam Christoffer greve Knuth

## Ekstern henvisninger
- Knuthenborg Safari Park
- Havløkkegaard - fra Dansk Center for Herregårdsforskning Arkiveret 11. februar 2017 hos  Wayback Machine
- Voldstedet (Webside ikke længere tilgængelig) på Fund og Fortidsminder